# Bisdom Agats
Het bisdom Agats (Latijn: Dioecesis Agatsensis) is een rooms-katholiek bisdom met als zetel Agats, hoofdstad van het regentschap Asmat, in Indonesië. Het bisdom is suffragaan aan het aartsbisdom Merauke. 

## Geschiedenis
Het bisdom werd opgericht op 29 mei 1969, uit delen van het aartsbisdom Merauke. 

## Parochies
Het bisdom had in 2022 een oppervlakte van 31.000 km2 en telde 199.000 inwoners waarvan 33,5% rooms-katholiek was.

## Bisschoppen
- Alphonsus Augustus Sowada (29 mei 1969 - 9 mei 2001)
- Aloysius Murwito (7 juni 2002 - heden)

## Galerij van afbeeldingen

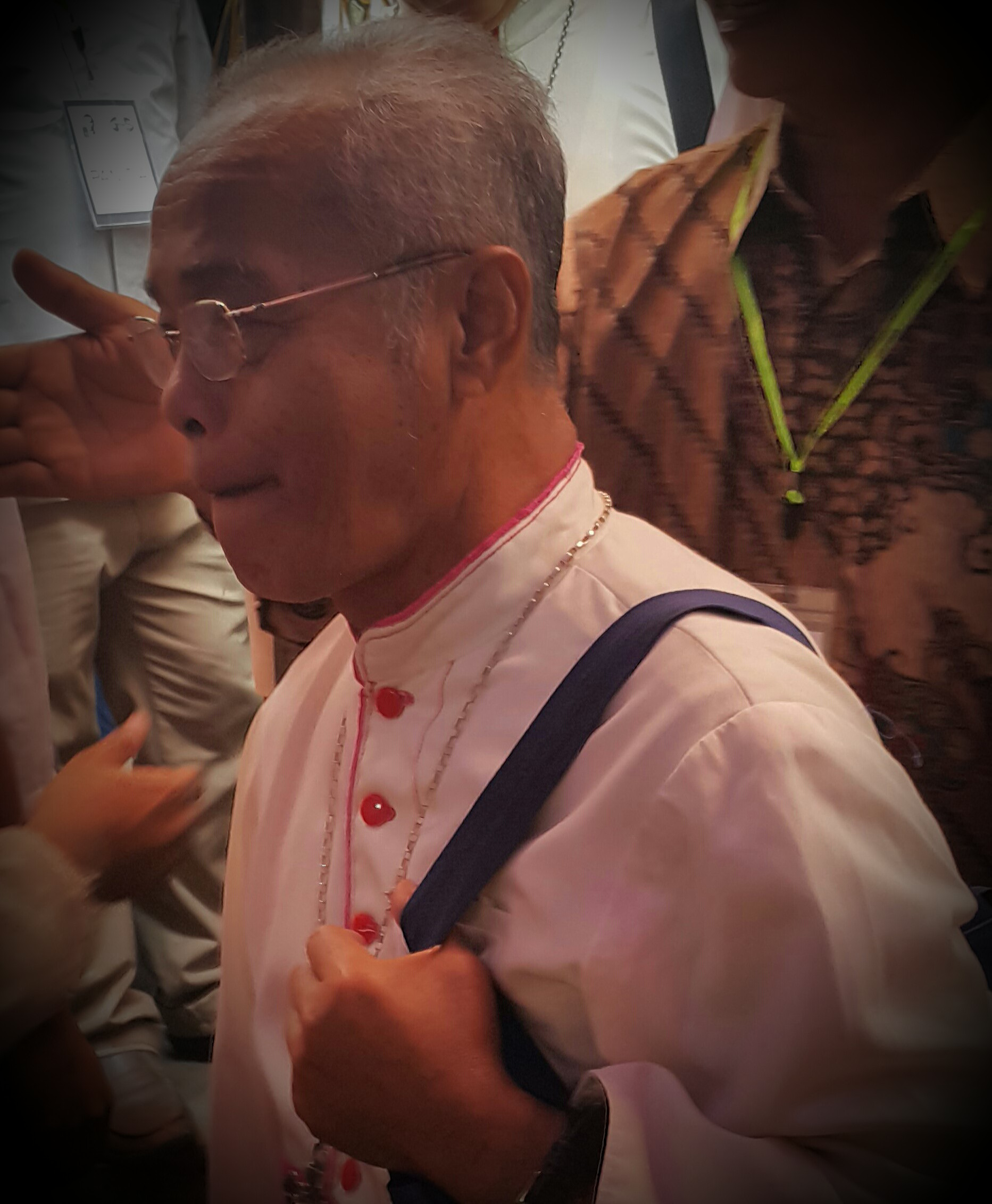
Bisschop Aloysius Murwito (2002-heden)
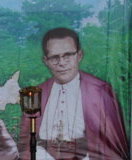
Bisschop Alphonsus Augustus Sowada (1969-2001), de eerste bisschop
Kerkprovincie met aartsbisdom en suffragane bisdommen

Merauke (aartsbisdom) · Agats · Jayapura · Manokwari-Sorong · Timika